# Billy Talent (Album)
Billy Talent ist das zweite Album der gleichnamigen Band Billy Talent. Nach einigen Jahren des Progressive Rocks entschieden sich Billy Talent 2003, ihren Musikstil in Alternative Rock zu ändern. Folglich erschien das vom Label Atlantic Records vertriebene Album Billy Talent, mit dem die Band ihren kommerziellen Durchbruch schaffte.
Billy Talent wurde Januar 2007 von der CRIA mit dreimal Platin ausgezeichnet und für das „Beste Rockalbum“ bei den Juno Awards 2004 nominiert. Aufgenommen wurde es im Studio The Factory in Vancouver, British Columbia.
Auf dem Album sind insgesamt zwölf Songs enthalten, wobei vier auch als EP erhältlich sind. Am 22. September 2003 erschien die erste Single, Try Honesty. Am 29. März 2004 erschien mit The Ex die zweite Single des Albums. River Below erschien als dritte Single am 5. Juli 2004. Die letzte Singleauskopplung war Nothing to Lose, welche als Radio-Single erschienen ist.

## Hintergrund
Nach der Veröffentlichung der EP Try Honesty im Jahre 2001 ging die Band im Frühjahr 2003 mit Gavin Brown ins Studio um ihr selbstbetiteltes Debütalbum unter neuen Namen aufzunehmen. Nach Watoosh! war dies aber bereits das zweite Album, welches noch unter ihrem alten Bandnamen Pezz 1999 veröffentlicht wurde.
Nachdem sich die Band nach dem Charakter des Films „Hardcore Logo“ in Billy Talent umbenannte, versuchte die Band nach eigenen Angaben ihre Ideen nicht mehr bis zu Perfektion auszureizen und wandte sich vom Progrock ab.
Sänger Benjamin Kowalewicz sagte dazu: „Wir haben jahrelang vergeblich versucht, unseren eigenen Sound zu finden. Es fügte sich erst alles zu einem Ganzen zusammen, als wir uns endlich einfach so akzeptiert haben, wie wir nun einmal sind. Wenn man seine Stimme findet, folgt alles andere ganz wie von selbst“.
Gitarrist Ian D’Sa merkte an: „Als wir angefangen haben, ging es eher darum, auf unsere Einzigartigkeit zu setzen, als dass wir andere Bands nachahmten“. Laut.de schrieb zu ihrem kommerziellen Durchbruch: „Mit ihren eingängigen Punkrock-Melodien räumen sie Preise gleich reihenweise ab und füllen Konzerthallen auf der ganzen Welt.“

## Rezension
laut.de kritisierte das Album als wenig innovativ und urteilte, das sei „harter Alternative-Rock für 15-Jährige, die noch dabei sind, ihre musikalische Ausrichtung zu finden.“ Allerdings sei die Band ein eingespieltes Team, das lediglich ihren Namen etwas zu Unrecht trägt, „talentfreie Zone wäre aber zu viel des Schlechten“. Die Band würde ziemlich genau wissen, „wie man einen üblichen Alternative-Rocker flüssig aufbaut, und spielen bereits seit einigen Jahren zusammen“. Das würde man ihnen deutlich anhören: „Perfekt gesetzte zweistimmige Refrains wie im Mitgröhl-Refrain von Cut The Curtains oder der schöne Einstieg von zwei harmonisierenden Gitarren in The Ex schüttelt man nicht so einfach aus den Fingern“.
Armin Linder lobte dagegen das Album überschwänglich auf plattentests.de „wie aus einem Guß, ohne Schnörkel, ohne Verkünstelungen und ohne falsche Eitelkeiten“, welches aus „dem Bauch, aus dem Herzen und mit nur so viel Hirn daher“ käme, wie es zum Rocken nötig ist. „Und es scheint den Kanadiern auch reichlich egal, ob ihr Debüt nun vor Abwechslung strotzt oder nicht. Keine unnütze Ballade, immer in die Vollen“.

## Titelliste
| 1  | This Is How It Goes   | 3:27 |
| 2  | Living in the Shadows | 3:15 |
| 3  | Try Honesty           | 4:13 |
| 4  | Line & Sinker         | 3:37 |
| 5  | Lies                  | 2:58 |
| 6  | The Ex                | 2:40 |
| 7  | River Below           | 3:00 |
| 8  | Standing in the Rain  | 3:20 |
| 9  | Cut the Curtains      | 3:50 |
| 10 | Prisoners of Today    | 3:53 |
| 11 | Nothing to Lose       | 3:38 |
| 12 | Voices of Violence    | 3:10 |